# Castell d'Estela
Castell d'Estela és un edifici d'Amer (Selva) declarada Bé Cultural d'Interès Nacional. Està situat a dalt del serrat de la Serra i de les Saleres Velles que separen la conca del Ter i la vall del riu Brugent. La seva posició simètrica a la del castell del Diable permetia dominar la sortida del Ter de la zona muntanyosa de les Guilleries vers les planes de la Selva i el Gironès i alhora protegir els nuclis d'Amer, la Cellera de Ter i Anglès.

## Descripció
Restes d'un antic castell roquer situat a dalt de la serra de les Saleres Velles, al sud-oest de la vila, sobre el pas del Ter (Pasteral).
Bàsicament existeixen restes malmeses i arrasades d'algunes parets, terrasses pel desnivell i els fonaments d'una torre rectangular.
L'aparell és irregular, amb pedres desbastades unides amb morter de calç i sorra de grans visibles.
La torre rectangular té uns gruixos de més d'un metre i una superfície de 5 per 6 metres de rectangle.
Hi ha una zona, sota la torre arranada i mirant a sud-est, que hi ha una part excavada a la roca com a lloc d'habitació, amb restes de teula ben visibles. Les restes de parets més importants arriben a fer més de tres metres. Existeixen diverses estructures i aterrassaments, però no sembla que fos un castell massa gran, sinó un seguit de punts de vigilància. En aquest sentit cal esmentar una torre que existeix al nord, seguint la carena de les Saleres Velles, ja que podria ser una estructura relacionada amb el castell d'Estela.

## Història
Castell termenat. Documentat el 1080. Del castell d'Estela es conserven documents des dels segles xi i xii (1080-1136). El nom antic seria "castrum de Stella". Del segle xii al XIV hi tingueren drets les famílies nobiliàries dels Montcada i Soler, que s'emparentaren amb els Roca-Salva. És possible que s'abandonés després dels terratrèmols del segle xv (1427), encara que potser fou amb anterioritat.
A la vora del Castell d'Estela, uns 500 m al nord seguint la carena, existeixen les restes d'una torre de planta circular anomenada Torre de Sant Silvestre, de la qual només en queden els fonaments, que podria tenir relació amb el castell com a punt de vigilància auxiliar. Segons l'obra Catalunya romànica, aquesta torre (segle XI i XII) seria més antiga que el castell (segle xiii i XIV).
El Castell d'Estela és un dels referents culturals i històrics, junt amb el monestir, per a la població d'Amer. Actualment el seu ús es limita a ser visitat per excursionistes i lloat per compositors com Pere Fontàs, que feu una sardana amb el seu nom.